# Adam Bardziński
Adam Bardziński (ur. 22 sierpnia 1885 w Wilkowiecku, zm. 11 stycznia 1960 tamże) – polski polityk ludowy, działacz społeczny i samorządowiec, spółdzielca, rolnik, poseł II, III i V kadencji Sejmu w latach 1928–1935 i 1938–1939.

## Życiorys
Urodził się w rodzinie wiejskiego wyrobnika Tomasza i Marianny z domu Koper. Kształcił się w szkole powszechnej w Wilkowiecku, ukończył także kursy dokształcające dla Polaków w Brunszwiku. Od 1898 pracował jako dworski parobek. W 1903 wyjechał do Nadrenii, gdzie przebywał do 1908 i trudnił się między innymi kolportażem nielegalnej polskiej prasy niepodległościowej. Następnie wrócił do rodzinnej wsi i rozpoczął działalność w ruchu ludowym skoncentrowanym wokół czasopisma „Zaranie”. Ponadto w 1909 założył Kółko Rolnicze imienia Stanisława Staszica, a także ufundował, z własnych książek, bibliotekę (600 woluminów) oraz amatorski teatr i orkiestrę. 5 maja 1913 został aresztowany przez Rosjan i po 6 miesiącach więzienia skazany w trybie administracyjnym na 2 lata zesłania do Działoszyna.
Po wybuchu I wojny światowej powrócił do Wilkowiecka. Od 1915 zaangażowany w działalność niepodległościową. Publikował w czasopismach „Zaranie” i „Wyzwolenie”. W tym okresie założył w gminie Opatów struktury Polskiej Organizacji Wojskowej i Związku Strzeleckiego. W 1915 wstąpił do Polskiego Stronnictwa Ludowego w Królestwie Polskim (od 1918 działającego jako PSL „Wyzwolenie”). Od 1916 do 1928 był prezesem rady nadzorczej Okręgowego Stowarzyszenia Spożywców „Społem” w Opatowie. 
W latach 1922–1927 był zastępcą posła z listy PSL „Wyzwolenie”. W latach 1923–1931 wielokrotnie wybierany na członka Zarządu Głównego „Wyzwolenia”. Był aktywnym działaczem społecznym w powiecie częstochowskim. W latach 1927–1939 zajmował stanowisko prezesa Powiatowego Towarzystwa Organizacji i Kółek Rolniczych w Częstochowie. Uczestniczył w pracach Rady Szkolnej, Dozoru Szkolnego, Kasy Pożyczkowej i Straży Ogniowej. Mandaty posła na Sejm uzyskał w wyborach w 1928 i 1930 z okręgu nr 17 (Częstochowa). W 1928 startował z listy PSL „Wyzwolenie” (lista nr 3), zaś w 1930 z listy Związku Obrony Prawa i Wolności Ludu Stronnictw Centrolewu (lista nr 7, jako działacz PSL „Wyzwolenie”). Od 1928 był również członkiem Wydziału Powiatowego i Rady Powiatowej w powiecie częstochowskim. Po unifikacji stronnictw chłopskich w 1931 został politykiem Stronnictwa Ludowego i wchodził w skład jego Rady Naczelnej w latach 1933–1935. W związku z bojkotem wyborów parlamentarnych w 1935 przez Stronnictwo, wystąpił z partii. Od 1937 piastował funkcję przewodniczącego rady nadzorczej Okręgowej Spółdzielni Rolniczo-Handlowej „Rolnik”. W 1937 otrzymał Srebrny Krzyż Zasługi. Pod koniec lat 30. zbliżył się do obozu rządzącego, od 1938 działał w częstochowskim Obozie Zjednoczenia Narodowego. Wystartował w wyborach do Sejmu V kadencji (1938–1939) i zdobył mandat w okręgu nr 25 (Częstochowa). Podczas tej kadencji Sejmu pracował w komisji skarbowej i komisji w sprawie zmiany ordynacji wyborczej. W kwietniu 1939 został złożony wniosek o przyznanie Adamowi Bardzińskiemu Krzyża Niepodległości, jednak w związku z wybuchem wojny wniosek ten pozostał bez rozpoznania. 
W 1941 został wysiedlony do Generalnego Gubernatorstwa. Po wojnie ponownie podjął działalność społeczną i polityczną w rodzinnych stronach. W 1945 został wiceprezesem gminnego zarządu Związku Samopomocy Chłopskiej, a w okresie od 1947 do 1949 sprawował funkcję prezesa Gminnej Spółdzielni „Samopomoc Chłopska”, był także członkiem Rady Gminnej. Działał w Stronnictwie Ludowym, a od 1949 w ZSL. Już w 1950 został wykluczony z partii, w 1956 wnioskował o przywrócenie członkostwa, jednakże brak jest informacji o rozpatrzeniu tego wniosku. Od 1951 organizował spółdzielnię produkcyjną „Postęp”, rozwiązaną w 1956. Tuż przed śmiercią, w 1957 zaangażował się w organizację zjazdu byłych uczestników ruchu „zaraniarskiego”, z którego w początkach XX wieku wykształciło się PSL „Wyzwolenie”.
W 1958 otrzymał Złoty Krzyż Zasługi, a także kolejny Srebrny Krzyż Zasługi.

## Rodzina
Był żonaty z Józefą z domu Augustynowicz (ślub w 1908). Miał z tego związku siedmioro dzieci: Irenę (ur. 1913), Lucynę (ur. 1918), Zofię (ur. 1920), Scholastykę (ur. 1922), Zdzisławę (ur. 1925), Tadeusza (ur. 1915) i Antoniego (ur. 1927).

## Twórczość
- Moje chłopskie rozważania, Warszawa 1931[2]